# Otto V av Bayern
Ej att förväxla med markgreven Otto V "den långe" av Brandenburg-Salzwedel (omkr. 1246–1298), av huset Askanien, eller hertig Otto V av Wittelsbach.
Otto V av Bayern, kallad Otto den late (tyska: Otto der Faule), född 1346, död 15 november 1379 på borgen Wolfstein an der Isar nära Landshut, var från 1347 till 1351 hertig av Oberbayern, från 1351 officiellt medregent i Brandenburg med sin bror Ludvig VI av Bayern och från 1365 till 1373 ensam regerande kurfurste och markgreve av Brandenburg.

## Biografi
Otto V tillhörde huset Wittelsbach och var yngste överlevande son till kejsar Ludvig IV Bayraren och kejsarinnan Margareta II av Hainault. Hans far kejsaren dog redan 1347 och Otto uppfostrades i moderns hem i Nederländerna med sin äldste bror Ludvig V Brandenburgaren som förmyndare. 1351 överlämnade Ludvig V regentskapet i markgrevskapet Brandenburg formellt till sina yngre bröder Ludvig VI Romaren och Otto V. 1365 avled Ludvig Romaren och Otto blev ensam regent. 
Den 26 mars 1366 gifte han sig i Prag med den böhmiska prinsessan Katarina av Luxemburg, dotter till kejsar Karl IV och änka efter Rudolf IV av Österrike. Äktenskapet var en politisk allians, avsedd att stärka kejsarens inflytande i Brandenburg, då kejsaren redan 1363 hade avtalat att kurfurstendömet Brandenburg i händelse av Ludvig VI:s och Otto V:s död utan arvingar skulle ärvas av Karl IV:s son Wencel. Otto och Katarinas äktenskap blev barnlöst, och Katarina levde huvudsakligen vid hovet i Prag.
Brandenburg var härjat av konflikter under Otto V:s regering, men Otto V själv hade dyra vanor och visade inget större intresse för regentskapet. Han stod till stor del under sin svärfar Karl IV:s inflytande. 1367 sålde Otto Niederlausitz till Karl IV, och 1368 sålde han även Deutsch Krone till Kasimir III av Polen. Misskötseln av Brandenburg togs som förevändning av Karl IV att ockupera Brandenburg 1371, och fram till 1373 var Otto i praktiken endast till namnet markgreve. Genom fördraget i Fürstenwalde 1373 avstod Otto V regentskapet över Brandenburg till Wencel IV för 500 000 gulden samt territorier i Nordgau i Bayern som kompensation. Nominellt tilläts Otto behålla kurfurstetiteln till sin död. Därmed blev Otto den siste brandenburgske kurfursten av huset Wittelsbach.
Otto drog sig tillbaka till Oberbayern där han blev medregent under sin bror hertig Stefan II av Bayerns styre. 1379 avled han på borgen Wolfstein nära Landshut. Han begravdes i det närbelägna Seligenthals kloster.